# Tardear
Tardear (estilizado como TardeAR hasta enero de 2025) es un programa de televisión español producido por Unicorn Content para su emisión en las tardes de Telecinco entre el 18 de septiembre de 2023 y septiembre de 2025. El formato vespertino presentado, en su última etapa, por Frank Blanco y Verónica Dulanto, combina entretenimiento y crónica social e incluye el análisis de la actualidad y la crónica de sucesos.
Originalmente, el formato era presentado por Ana Rosa Quintana. Sin embargo, tras no cumplir los objetivos de audiencia marcados por Telecinco, el 29 de enero de 2025, la periodista abandonó el espacio para volver a la franja matinal de la cadena con El programa de Ana Rosa, que dio comienzo el 3 de febrero de dicho año. De la misma forma, también dejó su puesto Bea Archidona, copresentadora titular del programa y presentadora suplente en los períodos vacacionales, para centrarse en su labor en ¡De viernes!. Fue por ello por lo que Frank Blanco pasó de ser el presentador suplente de los viernes a convertirse en el conductor titular, tarea que compartiría con Verónica Dulanto, proveniente de la sección de crónica social de Vamos a ver. A todas estas modificaciones se les sumó un cambio de horario, invirtiéndolo así con el de El diario de Jorge desde el lunes 24 de febrero de 2025, por lo que Tardear pasó a emitirse de 15:50 a 18:30. Cinco meses después, el 30 de julio de 2025, se anunció la cancelación de Tardear, que sería sustituido por un magacín presentado por Joaquín Prat Sandberg.

## Formato
Tardear es un magacín que aborda la actualidad y el entretenimiento en la llamada mesa VIP, así como la meteorología, los sucesos, las tendencias, el estilo de vida y el periodismo de investigación, todo ello también a través de noticias, entrevistas, reportajes y tertulias a través de noticias, entrevistas, reportajes y tertulias con un amplio plantel de colaboradores. También tiene una presencia importante la actualidad de la prensa del corazón, cuyo tramo es conocido como Salsear. Cabe destacar que el espacio dispone del uso de las últimas tecnologías y de realidad aumentada, con el análisis del lenguaje no verbal y del discurso de los rostros sobre los que versan los contenidos, e incluso cuenta con la participación de la inteligencia artificial.
Del mismo modo, en su primera etapa, contaba entre el público con una Fila Zero, en la que intervenía Kike Quintana (sobrino de Ana Rosa Quintana) para dar su opinión o para discrepar sobre algo del programa. Igualmente, el programa a veces concluía con la Firma AR, un monólogo editorial de Ana Rosa en el que trataba el principal tema de actualidad del día con ironía y cierta provocación.

## Equipo

### Técnico
Producción ejecutiva de Unicorn
- Xelo Montesinos
- Juan Serrano

Dirección
- Xelo Montesinos (2023-2025)
- Joseba Gastesi (2023-2024)
- Manuel Espada (2024-2025)

Realización
- Nete Madridejos

Producción de Mediaset
- Belén Huete

Producción de Unicorn
- Izaskun López

Dirección de producción de Mediaset
- Óscar Forniés

Dirección de producción de Unicorn
- Gracia Jiménez

Producción delegada de contenidos
- Olga Cabanillas

Arte y escenografía
- Blanca Ricoy
- Inma Herranz

### Presentadores
| Ana Rosa Quintana | Periodista y presentadora |  |  |  |
| Bea Archidona     | Periodista y presentadora |  |  |  |
| Bea Archidona     | Periodista y presentadora |  |  |  |
| Frank Blanco      | Presentador y locutor     |  |  |  |
| Frank Blanco      | Presentador y locutor     |  |  |  |
| Verónica Dulanto  | Presentadora y periodista |  |  |  |

     Presentador/a titular
     Copresentador/a
     Presentador/a sustituto/a

### Colaboradores

#### Mesa VIP
|                             | Información                         |      |      |      |
| Año                         |                                     | 2023 | 2024 | 2025 |
| --------------------------- | ----------------------------------- | ---- | ---- | ---- |
| Javier Losán                | Actor.                              |      |      |      |
| Judit Mascó                 | Modelo y periodista.                |      |      |      |
| Madame de Rosa              | Influencer de moda.                 |      |      |      |
| Ana Brito                   | Influencer y cómica.                |      |      |      |
| Iván González               | Tronista de MyHyV.                  |      |      |      |
| Vicky Martín Berrocal       | Diseñadora de moda.                 |      |      |      |
| Alaska                      | Cantante y actriz.                  |      |      |      |
| Bibiana Fernández           | Colaboradora de televisión.         |      |      |      |
| Carolina Ferre              | Periodista y presentadora.          |      |      |      |
| Cristina Cifuentes          | Política y abogada.                 |      |      |      |
| Cristina Tárrega            | Presentadora de televisión.         |      |      |      |
| Javier Sardà                | Periodista y presentador.           |      |      |      |
| Laura Sánchez               | Modelo y actriz.                    |      |      |      |
| Lolita Flores               | Cantante y actriz.                  |      |      |      |
| Manuel Díaz «El Cordobés»   | Torero.                             |      |      |      |
| Marina Rivera «Rivers»      | Influencer.                         |      |      |      |
| Mario Vaquerizo             | Cantante y humorista.               |      |      |      |
| Colate Vallejo-Nágera       | Empresario.                         |      |      |      |
| Paz Padilla                 | Humorista, presentadora y actriz.   |      |      |      |
| Álvaro Muñoz Escassi        | Exjinete.                           |      |      |      |
| Boris Izaguirre             | Periodista y escritor.              |      |      |      |
| Carmen Alcayde              | Periodista y presentadora.          |      |      |      |
| Javier Chicote              | Periodista de investigación de ABC. |      |      |      |
| Juan Luis Galiacho          | Periodista.                         |      |      |      |
| Mónica Hoyos                | Presentadora.                       |      |      |      |
| Patricia Pérez              | Presentadora de televisión.         |      |      |      |
| Sheila Casas                | Influencer y actriz.                |      |      |      |
| Ágatha Ruiz de la Prada     | Diseñadora.                         |      |      |      |
| José Antonio Canales Rivera | Torero y sobrino de Paquirri.       |      |      |      |

#### Actualidad y sucesos
|                           | Información                    |      |      |      |
| Año                       |                                | 2023 | 2024 | 2025 |
| ------------------------- | ------------------------------ | ---- | ---- | ---- |
| Alberto Sotillos          | Sociólogo.                     |      |      |      |
| Beatriz Uriarte           | Abogada.                       |      |      |      |
| Esther Sánchez            | Periodista de investigación.   |      |      |      |
| Francisco Javier Barroso  | Periodista y criminólogo.      |      |      |      |
| José Antonio Vázquez Taín | Juez.                          |      |      |      |
| Manuel Marlasca           | Periodista experto en sucesos. |      |      |      |
| María Miñana              | Periodista.                    |      |      |      |
| María Velasco Ghisleri    | Psiquiatra.                    |      |      |      |
| Mayka Navarro             | Periodista.                    |      |      |      |
| Pilar Cebrián             | Psicóloga.                     |      |      |      |
| Alejandro Requeijo        | Periodista.                    |      |      |      |
| Borja Méndez              | Periodista.                    |      |      |      |
| Daniel Montero            | Periodista.                    |      |      |      |
| Emilia Zaballos           | Abogada.                       |      |      |      |
| José Cabrera y Forneiro   | Psiquiatra forense.            |      |      |      |
| José Miguel Gaona         | Psiquiatra y escritor.         |      |      |      |
| Juan Gonzalo Ospina       | Abogado.                       |      |      |      |
| Patricia Abet             | Periodista.                    |      |      |      |
| Ruth Pérez                | Psicóloga forense.             |      |      |      |
| Vanesa Lozano             | Periodista.                    |      |      |      |
| Alejandro Entrambasaguas  | Periodista.                    |      |      |      |

#### Corazón y sociedad
|                        | Información                                                 |      |      |      |
| Año                    |                                                             | 2023 | 2024 | 2025 |
| ---------------------- | ----------------------------------------------------------- | ---- | ---- | ---- |
| Antonio Montero        | Paparrazi y periodista.                                     |      |      |      |
| Antonio Rossi          | Periodista.                                                 |      |      |      |
| Bibiana Fernández      | Colaboradora de televisión.                                 |      |      |      |
| Iván García            | Periodista.                                                 |      |      |      |
| Jorge Borrajo          | Director de la revista Semana.                              |      |      |      |
| Leticia Requejo        | Periodista.                                                 |      |      |      |
| Luis Pliego            | Director de la revista Lecturas.                            |      |      |      |
| Marisa Martín Blázquez | Periodista.                                                 |      |      |      |
| Marta López            | Concursante de Gran Hermano 2 y colaboradora de televisión. |      |      |      |
| Miguel Ángel Nicolás   | Periodista.                                                 |      |      |      |
| Paloma Barrientos      | Periodista.                                                 |      |      |      |
| Sandra Aladro          | Periodista.                                                 |      |      |      |
| Sergio Garrido         | Paparazzi y periodista.                                     |      |      |      |
| Silvia Taulés          | Periodista y escritora.                                     |      |      |      |
| Vicente Sánchez        | Director de la revista Diez minutos.                        |      |      |      |
| Alexia Rivas           | Periodista.                                                 |      |      |      |
| Almudena del Pozo      | Periodista especializada en crónica social.                 |      |      |      |
| Isabel Rábago          | Periodista.                                                 |      |      |      |
| Luis Rollán            | Colaborador de televisión, presentador y actor.             |      |      |      |
| Boris Izaguirre        | Periodista y escritor.                                      |      |      |      |
| Carmen Alcayde         | Presentadora y periodista.                                  |      |      |      |
| Juan Luis Galiacho     | Periodista.                                                 |      |      |      |
| Mónica Hoyos           | Presentadora.                                               |      |      |      |
| Omar Suárez            | Periodista.                                                 |      |      |      |
| Belén Rodríguez        | Periodista.                                                 |      |      |      |
| Charo Vega             | Nieta de Pastora Imperio.                                   |      |      |      |
| Diego Reinares         | Periodista.                                                 |      |      |      |
| José María Almoguera   | Productor audiovisual e hijo de Carmen Borrego.             |      |      |      |
| Kike Quintana          | Sobrino de Ana Rosa Quintana.                               |      |      |      |
| María Sánchez          | Finalista de Gran Hermano 12+1.                             |      |      |      |
| Marta Peñate           | Concursante de Gran Hermano 16.                             |      |      |      |
| Pelayo Díaz            | Estilista y diseñador de moda.                              |      |      |      |
| Raquel Bollo           | Colaboradora de televisión.                                 |      |      |      |
| Saúl Ortiz             | Periodista.                                                 |      |      |      |

#### Secciones
| Alberto Fernández Bombín | Divulgador gastronómico.                                | Mitos sobre los alimentos     |  |  |  |
| Álvaro Fernández         | Farmacéutico y sexólogo.                                | Salud y educación sexual      |  |  |  |
| César Carballo           | Médico.                                                 | Salud                         |  |  |  |
| Jorge Luque              | Periodista.                                             | Tendencias y consumo          |  |  |  |
| Kike Quintana            | Sobrino de Ana Rosa Quintana.                           | Fila Zero                     |  |  |  |
| Lara Ferreiro            | Psicóloga.                                              | Consejos y psicología         |  |  |  |
| Laura Madrueño           | Meteoróloga y presentadora.                             | El tiempo                     |  |  |  |
| Manuel Marlasca          | Periodista experto en sucesos.                          | Expediente Marlasca / Sucesos |  |  |  |
| Mónica Barreal           | Nutricionista.                                          | Nutrición                     |  |  |  |
| Anabel Pantoja           | Colaboradora de televisión y sobrina de Isabel Pantoja. | Los mundos de Anabel          |  |  |  |
| Rosemary Alker           | Meteoróloga y presentadora.                             | El tiempo                     |  |  |  |
| Carmen Borrego           | Colaboradora e hija de María Teresa Campos.             | La defensora de las borregos  |  |  |  |

### Reporteros
| Reportero/a         |      |      |      |
| Reportero/a         | 2023 | 2024 | 2025 |
| ------------------- | ---- | ---- | ---- |
| Alejandro Rodríguez |      |      |      |
| Álex Álvarez        |      |      |      |
| Boro Barber         |      |      |      |
| Carlota Vázquez     |      |      |      |
| Elena Gómez         |      |      |      |
| Esther Sánchez      |      |      |      |
| Javier Cantero      |      |      |      |
| Jorge Luque         |      |      |      |
| Laura Susín         |      |      |      |
| Luis Mira           |      |      |      |
| Antonio Lleida      |      |      |      |
| Andrea Herrero      |      |      |      |
| Gonzalo Sardinero   |      |      |      |
| Marc Leirado        |      |      |      |
| José Luis Vidal     |      |      |      |
| Raül Valls          |      |      |      |
| Enrique Ulzurrun    |      |      |      |

## Imagen del programa

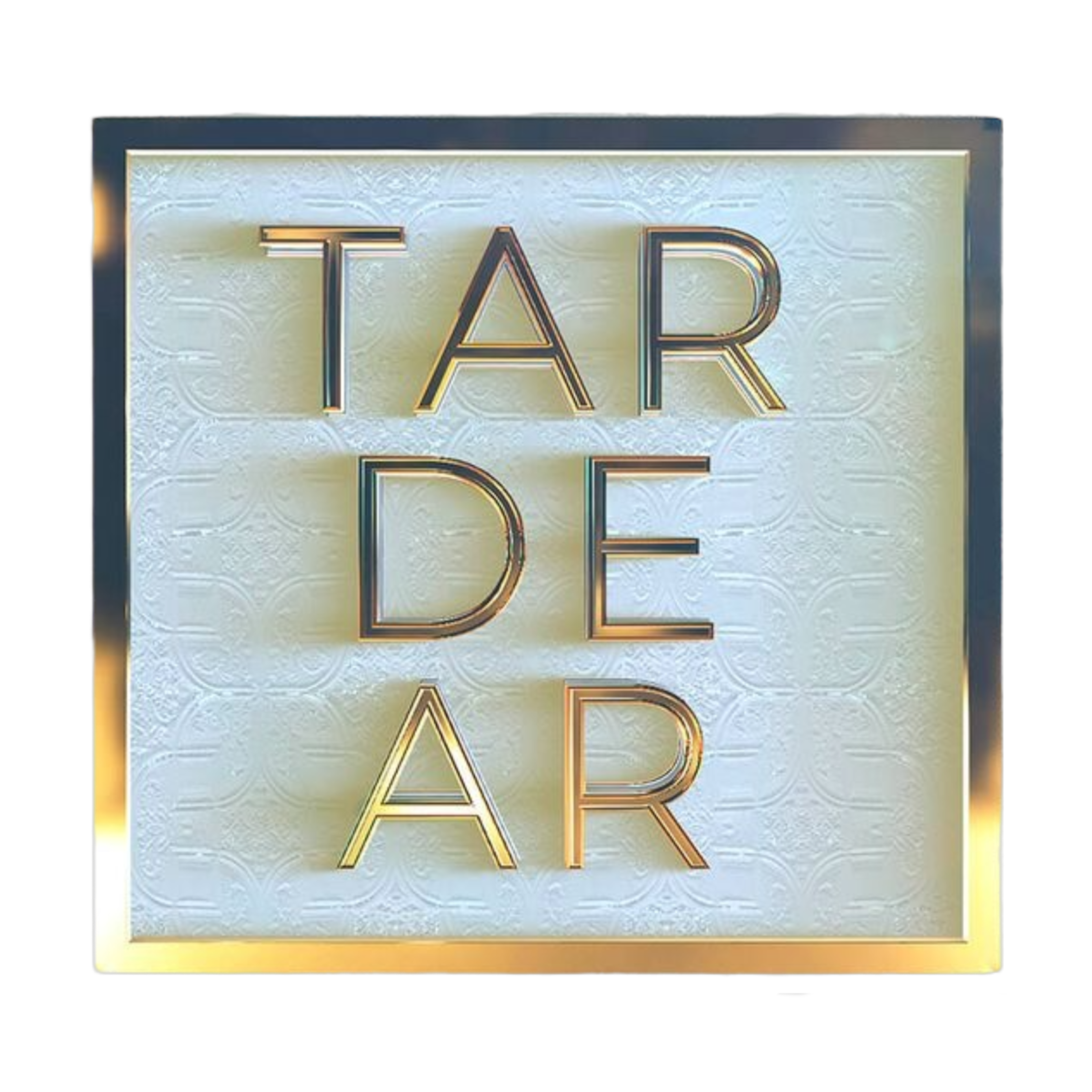
2023-2025

## Audiencias
| Temporada | Programas | Estreno                  | Final                | Audiencia    | Audiencia |
| Temporada | Programas | Estreno                  | Final                | Espectadores | Cuota     |
| --------- | --------- | ------------------------ | -------------------- | ------------ | --------- |
| 1         | 236       | 18 de septiembre de 2023 | 23 de agosto de 2024 | 736 000      | 10,4%     |
| 2         | 193*      | 26 de agosto de 2024     | septiembre de 2025   | 758 000*     | 9,6%*     |

### Temporada 1 (2023-2024)
| N.º total | N.º temp. | Fecha de emisión         | Audiencia    | Audiencia |
| N.º total | N.º temp. | Fecha de emisión         | Espectadores | Cuota     |
| --------- | --------- | ------------------------ | ------------ | --------- |
| 1         | 1         | 18 de septiembre de 2023 | 905 000      | 11,3%     |
| 2         | 2         | 19 de septiembre de 2023 | 813 000      | 10,4%     |
| 3         | 3         | 20 de septiembre de 2023 | 826 000      | 10,4%     |
| 4         | 4         | 21 de septiembre de 2023 | 845 000      | 10,4%     |
| 5         | 5         | 22 de septiembre de 2023 | 817 000      | 10,0%     |
| 6         | 6         | 25 de septiembre de 2023 | 861 000      | 11,3%     |
| 7         | 7         | 26 de septiembre de 2023 | 777 000      | 10,1%     |
| 8         | 8         | 27 de septiembre de 2023 | 767 000      | 9,8%      |
| 9         | 9         | 28 de septiembre de 2023 | 711 000      | 9,5%      |
| 10        | 10        | 29 de septiembre de 2023 | 729 000      | 9,5%      |
| 11        | 11        | 2 de octubre de 2023     | 828 000      | 10,9%     |
| 12        | 12        | 3 de octubre de 2023     | 826 000      | 10,8%     |
| 13        | 13        | 4 de octubre de 2023     | 768 000      | 10,6%     |
| 14        | 14        | 5 de octubre de 2023     | 721 000      | 10,1%     |
| 15        | 15        | 6 de octubre de 2023     | 725 000      | 9,7%      |
| 16        | 16        | 9 de octubre de 2023     | 800 000      | 10,5%     |
| 17        | 17        | 10 de octubre de 2023    | 757 000      | 10,1%     |
| 18        | 18        | 11 de octubre de 2023    | 771 000      | 10,4%     |
| 19        | 19        | 13 de octubre de 2023    | 948 000      | 12,0%     |
| 20        | 20        | 16 de octubre de 2023    | 911 000      | 11,1%     |
| 21        | 21        | 17 de octubre de 2023    | 893 000      | 10,7%     |
| 22        | 22        | 18 de octubre de 2023    | 842 000      | 10,6%     |
| 23        | 23        | 19 de octubre de 2023    | 921 000      | 10,5%     |
| 24        | 24        | 20 de octubre de 2023    | 744 000      | 9,0%      |
| 25        | 25        | 23 de octubre de 2023    | 899 000      | 10,8%     |
| 26        | 26        | 24 de octubre de 2023    | 771 000      | 9,4%      |
| 27        | 27        | 25 de octubre de 2023    | 751 000      | 9,3%      |
| 28        | 28        | 26 de octubre de 2023    | 872 000      | 10,4%     |
| 29        | 29        | 27 de octubre de 2023    | 813 000      | 10,0%     |
| 30        | 30        | 30 de octubre de 2023    | 827 000      | 9,9%      |
| 31        | 31        | 31 de octubre de 2023    | 905 000      | 11,1%     |
| 32        | 32        | 2 de noviembre de 2023   | 883 000      | 9,8%      |
| 33        | 33        | 3 de noviembre de 2023   | 829 000      | 9,2%      |
| 34        | 34        | 6 de noviembre de 2023   | 837 000      | 10,1%     |
| 35        | 35        | 7 de noviembre de 2023   | 860 000      | 9,8%      |
| 36        | 36        | 8 de noviembre de 2023   | 861 000      | 10,0%     |
| 37        | 37        | 9 de noviembre de 2023   | 898 000      | 10,4%     |
| 38        | 38        | 10 de noviembre de 2023  | 796 000      | 9,4%      |
| 39        | 39        | 13 de noviembre de 2023  | 797 000      | 9,4%      |
| 40        | 40        | 14 de noviembre de 2023  | 869 000      | 10,2%     |
| 41        | 41        | 15 de noviembre de 2023  | 635 000      | 7,1%      |
| 42        | 42        | 16 de noviembre de 2023  | 841 000      | 9,4%      |
| 43        | 43        | 17 de noviembre de 2023  | 808 000      | 9,4%      |
| 44        | 44        | 20 de noviembre de 2023  | 903 000      | 10,4%     |
| 45        | 45        | 21 de noviembre de 2023  | 917 000      | 10,6%     |
| 46        | 46        | 22 de noviembre de 2023  | 928 000      | 10,5%     |
| 47        | 47        | 23 de noviembre de 2023  | 991 000      | 11,2%     |
| 48        | 48        | 24 de noviembre de 2023  | 945 000      | 10,9%     |
| 49        | 49        | 27 de noviembre de 2023  | 821 000      | 9,4%      |
| 50        | 50        | 28 de noviembre de 2023  | 849 000      | 9,7%      |
| 51        | 51        | 29 de noviembre de 2023  | 926 000      | 10,7%     |
| 52        | 52        | 30 de noviembre de 2023  | 907 000      | 9,8%      |
| 53        | 53        | 1 de diciembre de 2023   | 868 000      | 9,8%      |
| 54        | 54        | 4 de diciembre de 2023   | 1 016 000    | 11,3%     |
| 55        | 55        | 5 de diciembre de 2023   | 1 039 000    | 11,5%     |
| 56        | 56        | 7 de diciembre de 2023   | 968 000      | 10,8%     |
| 57        | 57        | 11 de diciembre de 2023  | 823 000      | 9,8%      |
| 58        | 58        | 12 de diciembre de 2023  | 888 000      | 10,4%     |
| 59        | 59        | 13 de diciembre de 2023  | 879 000      | 10,2%     |
| 60        | 60        | 14 de diciembre de 2023  | 932 000      | 11,0%     |
| 61        | 61        | 15 de diciembre de 2023  | 923 000      | 10,9%     |
| 62        | 62        | 18 de diciembre de 2023  | 966 000      | 11,4%     |
| 63        | 63        | 19 de diciembre de 2023  | 883 000      | 10,5%     |
| 64        | 64        | 20 de diciembre de 2023  | 980 000      | 11,3%     |
| 65        | 65        | 21 de diciembre de 2023  | 878 000      | 10,4%     |
| 66        | 66        | 22 de diciembre de 2023  | 1 033 000    | 12,3%     |
| 67        | 67        | 26 de diciembre de 2023  | 861 000      | 9,5%      |
| 68        | 68        | 27 de diciembre de 2023  | 955 000      | 10,1%     |
| 69        | 69        | 28 de diciembre de 2023  | 950 000      | 10,3%     |
| 70        | 70        | 29 de diciembre de 2023  | 834 000      | 9,4%      |
| 71        | 71        | 2 de enero de 2024       | 991 000      | 10,6%     |
| 72        | 72        | 3 de enero de 2024       | 932 000      | 10,1%     |
| 73        | 73        | 4 de enero de 2024       | 854 000      | 9,5%      |
| 74        | 74        | 5 de enero de 2024       | 909 000      | 10,1%     |
| 75        | 75        | 8 de enero de 2024       | 895 000      | 9,9%      |
| 76        | 76        | 9 de enero de 2024       | 865 000      | 9,2%      |
| 77        | 77        | 10 de enero de 2024      | 915 000      | 9,9%      |
| 78        | 78        | 11 de enero de 2024      | 1 051 000    | 11,7%     |
| 79        | 79        | 12 de enero de 2024      | 985 000      | 11,2%     |
| 80        | 80        | 15 de enero de 2024      | 1 002 000    | 11,2%     |
| 81        | 81        | 16 de enero de 2024      | 868 000      | 9,7%      |
| 82        | 82        | 17 de enero de 2024      | 872 000      | 9,6%      |
| 83        | 83        | 18 de enero de 2024      | 956 000      | 10,8%     |
| 84        | 84        | 19 de enero de 2024      | 973 000      | 10,3%     |
| 85        | 85        | 22 de enero de 2024      | 953 000      | 10,9%     |
| 86        | 86        | 23 de enero de 2024      | 838 000      | 10,0%     |
| 87        | 87        | 24 de enero de 2024      | 923 000      | 11,4%     |
| 88        | 88        | 25 de enero de 2024      | 874 000      | 10,6%     |
| 89        | 89        | 26 de enero de 2024      | 929 000      | 11,2%     |
| 90        | 90        | 30 de enero de 2024      | 937 000      | 10,9%     |
| 91        | 91        | 30 de enero de 2024      | 890 000      | 10,7%     |
| 92        | 92        | 31 de enero de 2024      | 867 000      | 10,6%     |
| 93        | 93        | 1 de febrero de 2024     | 951 000      | 11,7%     |
| 94        | 94        | 2 de febrero de 2024     | 787 000      | 9,8%      |
| 95        | 95        | 5 de febrero de 2024     | 907 000      | 11,0%     |
| 96        | 96        | 6 de febrero de 2024     | 977 000      | 11,4%     |
| 97        | 97        | 7 de febrero de 2024     | 923 000      | 10,6%     |
| 98        | 98        | 8 de febrero de 2024     | 1 007 000    | 11,4%     |
| 99        | 99        | 9 de febrero de 2024     | 971 000      | 10,1%     |
| 100       | 100       | 12 de febrero de 2024    | 966 000      | 11,3%     |
| 101       | 101       | 13 de febrero de 2024    | 924 000      | 11,2%     |
| 102       | 102       | 14 de febrero de 2024    | 865 000      | 11,0%     |
| 103       | 103       | 15 de febrero de 2024    | 984 000      | 11,4%     |
| 104       | 104       | 16 de febrero de 2024    | 961 000      | 11,4%     |
| 105       | 105       | 19 de febrero de 2024    | 914 000      | 11,3%     |
| 106       | 106       | 20 de febrero de 2024    | 883 000      | 11,4%     |
| 107       | 107       | 21 de febrero de 2024    | 836 000      | 10,4%     |
| 108       | 108       | 22 de febrero de 2024    | 1 133 000    | 12,2%     |
| 109       | 109       | 23 de febrero de 2024    | 942 000      | 10,2%     |
| 110       | 110       | 26 de febrero de 2024    | 921 000      | 10,4%     |
| 111       | 111       | 27 de febrero de 2024    | 864 000      | 10,4%     |
| 112       | 112       | 28 de febrero de 2024    | 921 000      | 11,1%     |
| 113       | 113       | 29 de febrero de 2024    | 858 000      | 10,5%     |
| 114       | 114       | 1 de marzo de 2024       | 841 000      | 9,8%      |
| 115       | 115       | 4 de marzo de 2024       | 891 000      | 10,5%     |
| 116       | 116       | 5 de marzo de 2024       | 870 000      | 11,0%     |
| 117       | 117       | 6 de marzo de 2024       | 792 000      | 10,0%     |
| 118       | 118       | 7 de marzo de 2024       | 892 000      | 10,4%     |
| 119       | 119       | 8 de marzo de 2024       | 834 000      | 9,4%      |
| 120       | 120       | 11 de marzo de 2024      | 987 000      | 12,0%     |
| 121       | 121       | 12 de marzo de 2024      | 884 000      | 11,4%     |
| 122       | 122       | 13 de marzo de 2024      | 870 000      | 10,9%     |
| 123       | 123       | 14 de marzo de 2024      | 803 000      | 10,0%     |
| 124       | 124       | 15 de marzo de 2024      | 867 000      | 11,1%     |
| 125       | 125       | 18 de marzo de 2024      | 813 000      | 10,7%     |
| 126       | 126       | 19 de marzo de 2024      | 712 000      | 9,5%      |
| 127       | 127       | 20 de marzo de 2024      | 867 000      | 10,5%     |
| 128       | 128       | 21 de marzo de 2024      | 845 000      | 10,9%     |
| 129       | 129       | 22 de marzo de 2024      | 808 000      | 10,4%     |
| 130       | 130       | 25 de marzo de 2024      | 972 000      | 10,9%     |
| 131       | 131       | 26 de marzo de 2024      | 952 000      | 11,0%     |
| 132       | 132       | 27 de marzo de 2024      | 897 000      | 10,5%     |
| 133       | 133       | 28 de marzo de 2024      | 975 000      | 10,5%     |
| 134       | 134       | 1 de abril de 2024       | 824 000      | 9,8%      |
| 135       | 135       | 2 de abril de 2024       | 935 000      | 11,6%     |
| 136       | 136       | 3 de abril de 2024       | 826 000      | 11,1%     |
| 137       | 137       | 4 de abril de 2024       | 818 000      | 11,4%     |
| 138       | 138       | 5 de abril de 2024       | 847 000      | 11,2%     |
| 139       | 139       | 8 de abril de 2024       | 988 000      | 12,1%     |
| 140       | 140       | 9 de abril de 2024       | 973 000      | 12,8%     |
| 141       | 141       | 10 de abril de 2024      | 942 000      | 12,9%     |
| 142       | 142       | 11 de abril de 2024      | 875 000      | 11,7%     |
| 143       | 143       | 12 de abril de 2024      | 850 000      | 11,6%     |
| 144       | 144       | 15 de abril de 2024      | 837 000      | 11,0%     |
| 145       | 145       | 16 de abril de 2024      | 770 000      | 10,4%     |
| 146       | 146       | 17 de abril de 2024      | 758 000      | 10,3%     |
| 147       | 147       | 18 de abril de 2024      | 829 000      | 11,1%     |
| 148       | 148       | 19 de abril de 2024      | 886 000      | 11,9%     |
| 149       | 149       | 22 de abril de 2024      | 868 000      | 10,8%     |
| 150       | 150       | 23 de abril de 2024      | 951 000      | 12,7%     |
| 151       | 151       | 24 de abril de 2024      | 855 000      | 11,0%     |
| 152       | 152       | 25 de abril de 2024      | 938 000      | 11,9%     |
| 153       | 153       | 26 de abril de 2024      | 932 000      | 11,6%     |
| 154       | 154       | 29 de abril de 2024      | 874 000      | 10,2%     |
| 155       | 155       | 30 de abril de 2024      | 820 000      | 10,3%     |
| 156       | 156       | 2 de mayo de 2024        | 853 000      | 11,0%     |
| 157       | 157       | 3 de mayo de 2024        | 891 000      | 11,8%     |
| 158       | 158       | 6 de mayo de 2024        | 850 000      | 10,9%     |
| 159       | 159       | 7 de mayo de 2024        | 802 000      | 10,8%     |
| 160       | 160       | 8 de mayo de 2024        | 866 000      | 11,7%     |
| 161       | 161       | 9 de mayo de 2024        | 790 000      | 11,2%     |
| 162       | 162       | 10 de mayo de 2024       | 777 000      | 10,6%     |
| 163       | 163       | 13 de mayo de 2024       | 805 000      | 10,2%     |
| 164       | 164       | 14 de mayo de 2024       | 802 000      | 10,6%     |
| 165       | 165       | 15 de mayo de 2024       | 818 000      | 10,5%     |
| 166       | 166       | 16 de mayo de 2024       | 849 000      | 11,5%     |
| 167       | 167       | 17 de mayo de 2024       | 779 000      | 10,1%     |
| 168       | 168       | 20 de mayo de 2024       | 750 000      | 9,8%      |
| 169       | 169       | 21 de mayo de 2024       | 841 000      | 11,0%     |
| 170       | 170       | 22 de mayo de 2024       | 793 000      | 10,9%     |
| 171       | 171       | 23 de mayo de 2024       | 810 000      | 11,2%     |
| 172       | 172       | 24 de mayo de 2024       | 757 000      | 10,4%     |
| 173       | 173       | 27 de mayo de 2024       | 792 000      | 10,8%     |
| 174       | 174       | 28 de mayo de 2024       | 746 000      | 10,5%     |
| 175       | 175       | 29 de mayo de 2024       | 867 000      | 12,4%     |
| 176       | 176       | 30 de mayo de 2024       | 823 000      | 11,0%     |
| 177       | 177       | 31 de mayo de 2024       | 805 000      | 10,6%     |
| 178       | 178       | 3 de junio de 2024       | 789 000      | 10,6%     |
| 179       | 179       | 4 de junio de 2024       | 794 000      | 10,7%     |
| 180       | 180       | 5 de junio de 2024       | 723 000      | 9,9%      |
| 181       | 181       | 6 de junio de 2024       | 725 000      | 10,0%     |
| 182       | 182       | 7 de junio de 2024       | 740 000      | 9,5%      |
| 183       | 183       | 10 de junio de 2024      | 807 000      | 10,4%     |
| 184       | 184       | 11 de junio de 2024      | 738 000      | 9,4%      |
| 185       | 185       | 12 de junio de 2024      | 748 000      | 9,6%      |
| 186       | 186       | 13 de junio de 2024      | 689 000      | 9,5%      |
| 187       | 187       | 14 de junio de 2024      | 686 000      | 9,1%      |
| 188       | 188       | 17 de junio de 2024      | 738 000      | 9,2%      |
| 189       | 189       | 18 de junio de 2024      | 752 000      | 9,3%      |
| 190       | 190       | 19 de junio de 2024      | 829 000      | 9,9%      |
| 191       | 191       | 20 de junio de 2024      | 769 000      | 9,4%      |
| 192       | 192       | 21 de junio de 2024      | 752 000      | 9,7%      |
| 193       | 193       | 24 de junio de 2024      | 793 000      | 10,2%     |
| 194       | 194       | 25 de junio de 2024      | 777 000      | 9,9%      |
| 195       | 195       | 26 de junio de 2024      | 800 000      | 10,3%     |
| 196       | 196       | 27 de junio de 2024      | 740 000      | 10,2%     |
| 197       | 197       | 28 de junio de 2024      | 745 000      | 10,0%     |
| 198       | 198       | 1 de julio de 2024       | 611 000      | 7,4%      |
| 199       | 199       | 2 de julio de 2024       | 714 000      | 9,3%      |
| 200       | 200       | 3 de julio de 2024       | 763 000      | 10,1%     |
| 201       | 201       | 4 de julio de 2024       | 692 000      | 9,4%      |
| 202       | 202       | 5 de julio de 2024       | 597 000      | 5,2%      |
| 203       | 203       | 8 de julio de 2024       | 702 000      | 9,5%      |
| 204       | 204       | 9 de julio de 2024       | 786 000      | 10,2%     |
| 205       | 205       | 10 de julio de 2024      | 704 000      | 9,6%      |
| 206       | 206       | 11 de julio de 2024      | 760 000      | 10,4%     |
| 207       | 207       | 12 de julio de 2024      | 835 000      | 11,1%     |
| 208       | 208       | 15 de julio de 2024      | 747 000      | 9,6%      |
| 209       | 209       | 16 de julio de 2024      | 736 000      | 9,8%      |
| 210       | 210       | 17 de julio de 2024      | 673 000      | 9,4%      |
| 211       | 211       | 18 de julio de 2024      | 707 000      | 9,9%      |
| 212       | 212       | 19 de julio de 2024      | 678 000      | 9,3%      |
| 213       | 213       | 22 de julio de 2024      | 706 000      | 9,7%      |
| 214       | 214       | 23 de julio de 2024      | 746 000      | 10,4%     |
| 215       | 215       | 24 de julio de 2024      | 682 000      | 9,3%      |
| 216       | 216       | 25 de julio de 2024      | 730 000      | 9,8%      |
| 217       | 217       | 26 de julio de 2024      | 697 000      | 9,4%      |
| 218       | 218       | 29 de julio de 2024      | 700 000      | 9,2%      |
| 219       | 219       | 30 de julio de 2024      | 730 000      | 8,7%      |
| 220       | 220       | 31 de julio de 2024      | 638 000      | 7,7%      |
| 221       | 221       | 1 de agosto de 2024      | 647 000      | 8,2%      |
| 222       | 222       | 2 de agosto de 2024      | 661 000      | 8,3%      |
| 223       | 223       | 5 de agosto de 2024      | 691 000      | 8,5%      |
| 224       | 224       | 6 de agosto de 2024      | 697 000      | 9,1%      |
| 225       | 225       | 7 de agosto de 2024      | 658 000      | 8,6%      |
| 226       | 226       | 8 de agosto de 2024      | 601 000      | 8,1%      |
| 227       | 227       | 9 de agosto de 2024      | 588 000      | 7,2%      |
| 228       | 228       | 12 de agosto de 2024     | 748 000      | 10,4%     |
| 229       | 229       | 13 de agosto de 2024     | 669 000      | 9,6%      |
| 230       | 230       | 14 de agosto de 2024     | 651 000      | 9,4%      |
| 231       | 231       | 16 de agosto de 2024     | 812 000      | 12,2%     |
| 232       | 232       | 19 de agosto de 2024     | 718 000      | 10,8%     |
| 233       | 233       | 20 de agosto de 2024     | 708 000      | 10,3%     |
| 234       | 234       | 21 de agosto de 2024     | 743 000      | 11,0%     |
| 235       | 235       | 22 de agosto de 2024     | 785 000      | 11,7%     |
| 236       | 236       | 23 de agosto de 2024     | 689 000      | 10,3%     |

### Temporada 2 (2024-2025)
| N.º total | N.º temp. | Fecha de emisión         | Audiencia    | Audiencia |
| N.º total | N.º temp. | Fecha de emisión         | Espectadores | Cuota     |
| --------- | --------- | ------------------------ | ------------ | --------- |
| 237       | 1         | 26 de agosto de 2024     | 739 000      | 10,8%     |
| 238       | 2         | 27 de agosto de 2024     | 754 000      | 10,9%     |
| 239       | 3         | 28 de agosto de 2024     | 775 000      | 10,8%     |
| 240       | 4         | 29 de agosto de 2024     | 816 000      | 11,2%     |
| 241       | 5         | 30 de agosto de 2024     | 787 000      | 11,3%     |
| 242       | 6         | 2 de septiembre de 2024  | 771 000      | 10,9%     |
| 243       | 7         | 3 de septiembre de 2024  | 695 000      | 9,2%      |
| 244       | 8         | 4 de septiembre de 2024  | 743 000      | 10,1%     |
| 245       | 9         | 5 de septiembre de 2024  | 642 000      | 9,1%      |
| 246       | 10        | 6 de septiembre de 2024  | 676 000      | 9,5%      |
| 247       | 11        | 9 de septiembre de 2024  | 685 000      | 10,0%     |
| 248       | 12        | 10 de septiembre de 2024 | 645 000      | 9,3%      |
| 249       | 13        | 11 de septiembre de 2024 | 582 000      | 8,2%      |
| 250       | 14        | 12 de septiembre de 2024 | 765 000      | 10,9%     |
| 251       | 15        | 13 de septiembre de 2024 | 671 000      | 9,7%      |
| 252       | 16        | 16 de septiembre de 2024 | 670 000      | 9,9%      |
| 253       | 17        | 17 de septiembre de 2024 | 740 000      | 11,0%     |
| 254       | 18        | 18 de septiembre de 2024 | 748 000      | 10,8%     |
| 255       | 19        | 19 de septiembre de 2024 | 762 000      | 10,6%     |
| 256       | 20        | 20 de septiembre de 2024 | 686 000      | 10,0%     |
| 257       | 21        | 23 de septiembre de 2024 | 643 000      | 9,5%      |
| 258       | 22        | 24 de septiembre de 2024 | 795 000      | 11,6%     |
| 259       | 23        | 25 de septiembre de 2024 | 826 000      | 11,6%     |
| 260       | 24        | 26 de septiembre de 2024 | 841 000      | 12,2%     |
| 261       | 25        | 27 de septiembre de 2024 | 761 000      | 10,9%     |
| 262       | 26        | 30 de septiembre de 2024 | 701 000      | 10,3%     |
| 263       | 27        | 1 de octubre de 2024     | 733 000      | 10,8%     |
| 264       | 28        | 2 de octubre de 2024     | 750 000      | 9,9%      |
| 265       | 29        | 3 de octubre de 2024     | 683 000      | 10,1%     |
| 266       | 30        | 4 de octubre de 2024     | 716 000      | 10,4%     |
| 267       | 31        | 7 de octubre de 2024     | 754 000      | 10,2%     |
| 268       | 32        | 8 de octubre de 2024     | 794 000      | 10,9%     |
| 269       | 33        | 9 de octubre de 2024     | 798 000      | 10,2%     |
| 270       | 34        | 10 de octubre de 2024    | 722 000      | 10,4%     |
| 271       | 35        | 11 de octubre de 2024    | 702 000      | 9,6%      |
| 272       | 36        | 14 de octubre de 2024    | 710 000      | 9,8%      |
| 273       | 37        | 15 de octubre de 2024    | 806 000      | 10,5%     |
| 274       | 38        | 16 de octubre de 2024    | 701 000      | 9,9%      |
| 275       | 39        | 17 de octubre de 2024    | 783 000      | 10,5%     |
| 276       | 40        | 18 de octubre de 2024    | 735 000      | 10,1%     |
| 277       | 41        | 21 de octubre de 2024    | 756 000      | 10,5%     |
| 278       | 42        | 22 de octubre de 2024    | 775 000      | 10,7%     |
| 279       | 43        | 23 de octubre de 2024    | 712 000      | 9,9%      |
| 280       | 44        | 24 de octubre de 2024    | 721 000      | 10,2%     |
| 281       | 45        | 25 de octubre de 2024    | 658 000      | 8,6%      |
| 282       | 46        | 28 de octubre de 2024    | 809 000      | 9,9%      |
| 283       | 47        | 29 de octubre de 2024    | 886 000      | 10,4%     |
| 284       | 48        | 30 de octubre de 2024    | 914 000      | 9,8%      |
| 285       | 49        | 31 de octubre de 2024    | 748 000      | 9,5%      |
| 286       | 50        | 4 de noviembre de 2024   | 875 000      | 9,4%      |
| 287       | 51        | 5 de noviembre de 2024   | 710 000      | 8,5%      |
| 288       | 52        | 6 de noviembre de 2024   | 772 000      | 9,8%      |
| 289       | 53        | 7 de noviembre de 2024   | 796 000      | 10,3%     |
| 290       | 54        | 8 de noviembre de 2024   | 796 000      | 10,0%     |
| 291       | 55        | 11 de noviembre de 2024  | 746 000      | 9,8%      |
| 292       | 56        | 12 de noviembre de 2024  | 849 000      | 10,1%     |
| 293       | 57        | 13 de noviembre de 2024  | 857 000      | 9,6%      |
| 294       | 58        | 14 de noviembre de 2024  | 823 000      | 9,9%      |
| 295       | 59        | 15 de noviembre de 2024  | 782 000      | 8,9%      |
| 296       | 60        | 18 de noviembre de 2024  | 814 000      | 10,2%     |
| 297       | 61        | 19 de noviembre de 2024  | 803 000      | 10,1%     |
| 298       | 62        | 20 de noviembre de 2024  | 812 000      | 10,1%     |
| 299       | 63        | 21 de noviembre de 2024  | 754 000      | 9,3%      |
| 300       | 64        | 22 de noviembre de 2024  | 829 000      | 10,5%     |
| 301       | 65        | 25 de noviembre de 2024  | 750 000      | 9,3%      |
| 302       | 66        | 26 de noviembre de 2024  | 844 000      | 10,7%     |
| 303       | 67        | 27 de noviembre de 2024  | 810 000      | 10,5%     |
| 304       | 68        | 28 de noviembre de 2024  | 832 000      | 10,7%     |
| 305       | 69        | 29 de noviembre de 2024  | 703 000      | 9,2%      |
| 306       | 70        | 2 de diciembre de 2024   | 784 000      | 9,8%      |
| 307       | 71        | 3 de diciembre de 2024   | 701 000      | 8,5%      |
| 308       | 72        | 4 de diciembre de 2024   | 674 000      | 8,7%      |
| 309       | 73        | 5 de diciembre de 2024   | 667 000      | 9,1%      |
| 310       | 74        | 9 de diciembre de 2024   | 774 000      | 8,7%      |
| 311       | 75        | 10 de diciembre de 2024  | 891 000      | 10,6%     |
| 312       | 76        | 11 de diciembre de 2024  | 947 000      | 11,3%     |
| 313       | 77        | 12 de diciembre de 2024  | 808 000      | 10,1%     |
| 314       | 78        | 13 de diciembre de 2024  | 838 000      | 10,5%     |
| 315       | 79        | 16 de diciembre de 2024  | 767 000      | 9,6%      |
| 316       | 80        | 17 de diciembre de 2024  | 816 000      | 10,7%     |
| 317       | 81        | 19 de diciembre de 2024  | 744 000      | 9,5%      |
| 318       | 82        | 20 de diciembre de 2024  | 771 000      | 9,7%      |
| 319       | 83        | 23 de diciembre de 2024  | 732 000      | 9,3%      |
| 320       | 84        | 24 de diciembre de 2024  | 779 000      | 9,5%      |
| 321       | 85        | 26 de diciembre de 2024  | 773 000      | 9,3%      |
| 322       | 86        | 27 de diciembre de 2024  | 838 000      | 9,8%      |
| 323       | 87        | 30 de diciembre de 2024  | 735 000      | 9,1%      |
| 324       | 88        | 31 de diciembre de 2024  | 730 000      | 8,1%      |
| 325       | 89        | 2 de enero de 2025       | 780 000      | 9,2%      |
| 326       | 90        | 3 de enero de 2025       | 751 000      | 8,6%      |
| 327       | 91        | 7 de enero de 2025       | 782 000      | 9,0%      |
| 328       | 92        | 8 de enero de 2025       | 825 000      | 9,6%      |
| 329       | 93        | 9 de enero de 2025       | 758 000      | 9,0%      |
| 330       | 94        | 10 de enero de 2025      | 700 000      | 8,4%      |
| 331       | 95        | 13 de enero de 2025      | 786 000      | 9,5%      |
| 332       | 96        | 14 de enero de 2025      | 734 000      | 9,2%      |
| 333       | 97        | 15 de enero de 2025      | 704 000      | 8,8%      |
| 334       | 98        | 16 de enero de 2025      | 710 000      | 8,7%      |
| 335       | 99        | 17 de enero de 2025      | 677 000      | 8,2%      |
| 336       | 100       | 20 de enero de 2025      | 694 000      | 7,7%      |
| 337       | 101       | 21 de enero de 2025      | 782 000      | 9,1%      |
| 338       | 102       | 22 de enero de 2025      | 773 000      | 9,0%      |
| 339       | 103       | 23 de enero de 2025      | 722 000      | 8,9%      |
| 340       | 104       | 24 de enero de 2025      | 786 000      | 9,5%      |
| 341       | 105       | 27 de enero de 2025      | 771 000      | 9,1%      |
| 342       | 106       | 28 de enero de 2025      | 747 000      | 9,1%      |
| 343       | 107       | 29 de enero de 2025      | 726 000      | 8,6%      |
| 344       | 108       | 30 de enero de 2025      | 849 000      | 10,2%     |
| 345       | 109       | 31 de enero de 2025      | 683 000      | 8,4%      |
| 346       | 110       | 3 de febrero de 2025     | 654 000      | 8,2%      |
| 347       | 111       | 4 de febrero de 2025     | 809 000      | 10,3%     |
| 348       | 112       | 5 de febrero de 2025     | 692 000      | 8,8%      |
| 349       | 113       | 6 de febrero de 2025     | 804 000      | 9,9%      |
| 350       | 114       | 7 de febrero de 2025     | 799 000      | 9,3%      |
| 351       | 115       | 10 de febrero de 2025    | 711 000      | 8,9%      |
| 352       | 116       | 11 de febrero de 2025    | 734 000      | 9,0%      |
| 353       | 117       | 12 de febrero de 2025    | 754 000      | 9,4%      |
| 354       | 118       | 13 de febrero de 2025    | 654 000      | 8,5%      |
| 355       | 119       | 14 de febrero de 2025    | 709 000      | 9,3%      |
| 356       | 120       | 17 de febrero de 2025    | 742 000      | 9,6%      |
| 357       | 121       | 18 de febrero de 2025    | 764 000      | 9,9%      |
| 358       | 122       | 19 de febrero de 2025    | 629 000      | 8,5%      |
| 359       | 123       | 20 de febrero de 2025    | 636 000      | 8,5%      |
| 360       | 124       | 21 de febrero de 2025    | 715 000      | 8,8%      |
| 361       | 125       | 24 de febrero de 2025    | 699 000      | 8,5%      |
| 362       | 126       | 25 de febrero de 2025    | 951 000      | 11,9%     |
| 363       | 127       | 26 de febrero de 2025    | 660 000      | 8,5%      |
| 364       | 128       | 27 de febrero de 2025    | 740 000      | 9,0%      |
| 365       | 129       | 28 de febrero de 2025    | 662 000      | 8,0%      |
| 366       | 130       | 3 de marzo de 2025       | 786 000      | 8,9%      |
| 367       | 131       | 4 de marzo de 2025       | 870 000      | 9,9%      |
| 368       | 132       | 5 de marzo de 2025       | 792 000      | 8,9%      |
| 369       | 133       | 6 de marzo de 2025       | 729 000      | 8,3%      |
| 370       | 134       | 7 de marzo de 2025       | 775 000      | 8,6%      |
| 371       | 135       | 10 de marzo de 2025      | 780 000      | 9,1%      |
| 372       | 136       | 11 de marzo de 2025      | 872 000      | 10,1%     |
| 373       | 137       | 12 de marzo de 2025      | 776 000      | 9,2%      |
| 374       | 138       | 13 de marzo de 2025      | 789 000      | 9,1%      |
| 375       | 139       | 14 de marzo de 2025      | 766 000      | 8,7%      |
| 376       | 140       | 17 de marzo de 2025      | 802 000      | 9,0%      |
| 377       | 141       | 18 de marzo de 2025      | 839 000      | 9,5%      |
| 378       | 142       | 19 de marzo de 2025      | 720 000      | 8,6%      |
| 379       | 143       | 20 de marzo de 2025      | 737 000      | 8,6%      |
| 380       | 144       | 21 de marzo de 2025      | 858 000      | 9,6%      |
| 381       | 145       | 24 de marzo de 2025      | 826 000      | 9,5%      |
| 382       | 146       | 25 de marzo de 2025      | 834 000      | 10,1%     |
| 383       | 147       | 26 de marzo de 2025      | 719 000      | 9,1%      |
| 384       | 148       | 27 de marzo de 2025      | 760 000      | 9,8%      |
| 385       | 149       | 28 de marzo de 2025      | 745 000      | 9,4%      |
| 386       | 150       | 31 de marzo de 2025      | 873 000      | 10,5%     |
| 387       | 151       | 1 de abril de 2025       | 709 000      | 9,1%      |
| 388       | 152       | 2 de abril de 2025       | 723 000      | 8,7%      |
| 389       | 153       | 3 de abril de 2025       | 876 000      | 10,1%     |
| 390       | 154       | 4 de abril de 2025       | 829 000      | 9,7%      |
| 391       | 155       | 7 de abril de 2025       | 825 000      | 10,4%     |
| 392       | 156       | 8 de abril de 2025       | 822 000      | 10,6%     |
| 393       | 157       | 9 de abril de 2025       | 745 000      | 9,4%      |
| 394       | 158       | 10 de abril de 2025      | 784 000      | 10,2%     |
| 395       | 159       | 11 de abril de 2025      | 738 000      | 8,9%      |
| 396       | 160       | 14 de abril de 2025      | 781 000      | 9,5%      |
| 397       | 161       | 15 de abril de 2025      | 729 000      | 8,8%      |
| 398       | 162       | 16 de abril de 2025      | 796 000      | 10,0%     |
| 399       | 163       | 21 de abril de 2025      | 708 000      | 8,5%      |
| 400       | 164       | 22 de abril de 2025      | 805 000      | 10,0%     |
| 401       | 165       | 23 de abril de 2025      | 678 000      | 9,0%      |
| 402       | 166       | 24 de abril de 2025      | 705 000      | 9,2%      |
| 403       | 167       | 25 de abril de 2025      | 794 000      | 10,3%     |
| 404       | 168       | 28 de abril de 2025      | 197 000      | 9,0%      |
| 405       | 169       | 29 de abril de 2025      | 849 000      | 10,7%     |
| 406       | 170       | 30 de abril de 2025      | 780 000      | 9,8%      |
| 407       | 171       | 2 de mayo de 2025        | 815 000      | 9,9%      |
| 408       | 172       | 5 de mayo de 2025        | 794 000      | 9,6%      |
| 409       | 173       | 6 de mayo de 2025        | 823 000      | 10,2%     |
| 410       | 174       | 7 de mayo de 2025        | 728 000      | 9,5%      |
| 411       | 175       | 8 de mayo de 2025        | 751 000      | 9,1%      |
| 412       | 176       | 9 de mayo de 2025        | 793 000      | 9,8%      |
| 413       | 177       | 12 de mayo de 2025       | 716 000      | 8,7%      |
| 414       | 178       | 13 de mayo de 2025       | 705 000      | 9,0%      |
| 415       | 179       | 14 de mayo de 2025       | 716 000      | 9,0%      |
| 416       | 180       | 15 de mayo de 2025       | 743 000      | 9,1%      |
| 417       | 181       | 16 de mayo de 2025       | 639 000      | 8,0%      |
| 418       | 182       | 19 de mayo de 2025       | 704 000      | 8,5%      |
| 419       | 183       | 20 de mayo de 2025       | 669 000      | 8,4%      |
| 420       | 184       | 21 de mayo de 2025       | 680 000      | 8,8%      |
| 421       | 185       | 22 de mayo de 2025       | 680 000      | 8,8%      |
| 422       | 186       | 23 de mayo de 2025       | 613 000      | 7,8%      |
| 423       | 187       | 26 de mayo de 2025       | 730 000      | 9,0%      |
| 424       | 188       | 27 de mayo de 2025       | 733 000      | 9,2%      |
| 425       | 189       | 28 de mayo de 2025       | 714 000      | 9,0%      |
| 426       | 190       | 29 de mayo de 2025       | 727 000      | 9,1%      |
| 427       | 191       | 30 de mayo de 2025       | 728 000      | 9,0%      |
| 428       | 192       | 2 de junio de 2025       | 760 000      | 9,2%      |
| 429       | 193       | 3 de junio de 2025       | 739 000      | 9,1%      |
| 430       | 194       | 4 de junio de 2025       | 672 000      | 8,3%      |
| 431       | 195       | 5 de junio de 2025       | 711 000      | 9,1%      |
| 432       | 196       | 6 de junio de 2025       | 680 000      | 8,3%      |
| 433       | 197       | 9 de junio de 2025       | 718 000      | 8,8%      |
| 434       | 198       | 10 de junio de 2025      | 774 000      | 9,4%      |
| 435       | 199       | 11 de junio de 2025      | 745 000      | 9,6%      |
| 436       | 200       | 12 de junio de 2025      | 714 000      | 8,5%      |
| 437       | 201       | 13 de junio de 2025      | 665 000      | 8,0%      |
| 438       | 202       | 16 de junio de 2025      | 749 000      | 8,6%      |
| 439       | 203       | 17 de junio de 2025      | 736 000      | 8,9%      |
| 440       | 204       | 18 de junio de 2025      | 726 000      | 8,8%      |
| 441       | 205       | 19 de junio de 2025      | 736 000      | 9,1%      |
| 442       | 206       | 20 de junio de 2025      | 702 000      | 8,5%      |
| 443       | 207       | 23 de junio de 2025      | 735 000      | 8,7%      |
| 444       | 208       | 24 de junio de 2025      | 878 000      | 10,3%     |
| 445       | 209       | 25 de junio de 2025      | 786 000      | 9,7%      |
| 446       | 210       | 26 de junio de 2025      | 639 000      | 8,2%      |
| 447       | 211       | 27 de junio de 2025      | 716 000      | 8,8%      |
| 448       | 212       | 30 de junio de 2025      | 795 000      | 9,1%      |
| 449       | 213       | 1 de julio de 2025       | 772 000      | 9,3%      |
| 450       | 214       | 2 de julio de 2025       | 788 000      | 9,4%      |
| 451       | 215       | 3 de julio de 2025       | 696 000      | 8,4%      |
| 452       | 216       | 4 de julio de 2025       | 696 000      | 8,6%      |
| 453       | 217       | 7 de julio de 2025       | 752 000      | 8,8%      |
| 454       | 218       | 8 de julio de 2025       | 720 000      | 8,6%      |
| 455       | 219       | 9 de julio de 2025       | 792 000      | 9,8%      |
| 456       | 220       | 10 de julio de 2025      | 669 000      | 8,5%      |
| 457       | 221       | 11 de julio de 2025      | 729 000      | 8,8%      |
| 458       | 222       | 14 de julio de 2025      | 775 000      | 9,2%      |
| 459       | 223       | 15 de julio de 2025      | 849 000      | 10,5%     |
| 460       | 224       | 16 de julio de 2025      | 774 000      | 9,4%      |
| 461       | 225       | 17 de julio de 2025      | 718 000      | 8,7%      |
| 462       | 226       | 18 de julio de 2025      | 673 000      | 8,3%      |
| 463       | 227       | 21 de julio de 2025      | 751 000      | 9,2%      |
| 464       | 228       | 22 de julio de 2025      | 727 000      | 8,9%      |
| 465       | 229       | 23 de julio de 2025      | 697 000      | 8,6%      |
| 466       | 230       | 24 de julio de 2025      | 730 000      | 9,1%      |
| 467       | 231       | 25 de julio de 2025      | 639 000      | 8,0%      |
| 468       | 232       | 28 de julio de 2025      | 691 000      | 8,7%      |
| 469       | 233       | 29 de julio de 2025      | 741 000      | 9,5%      |
| 470       | 234       | 30 de julio de 2025      | 762 000      | 9,7%      |
| 471       | 235       | 31 de julio de 2025      | 704 000      | 9,1%      |
| 472       | 236       | 1 de agosto de 2025      | 718 000      | 9,3%      |
| 473       | 237       | 4 de agosto de 2025      | 759 000      | 9,5%      |
| 474       | 238       | 5 de agosto de 2025      | 745 000      | 9,6%      |
| 475       | 239       | 6 de agosto de 2025      | 653 000      | 8,8%      |
| 476       | 240       | 7 de agosto de 2025      | 690 000      | 9,0%      |
| 477       | 241       | 8 de agosto de 2025      | 660 000      | 8,6%      |
| 478       | 242       | 11 de agosto de 2025     | 581 000      | 7,3%      |
| 479       | 243       | 12 de agosto de 2025     | 736 000      | 9,0%      |
| 480       | 244       | 13 de agosto de 2025     | 734 000      | 9,2%      |
| 481       | 245       | 14 de agosto de 2025     | 665 000      | 8,7%      |
| 482       | 246       | 18 de agosto de 2025     | 653 000      | 8,1%      |
| 483       | 247       | 19 de agosto de 2025     | 592 000      | 7,8%      |

### Audiencias por meses
| Año  | Mes        | Audiencia    | Audiencia |
| Año  | Mes        | Espectadores | Cuota     |
| ---- | ---------- | ------------ | --------- |
| 2023 | Septiembre | 805 000      | 10,2%     |
| 2023 | Octubre    | 778 000      | 10,4%     |
| 2023 | Noviembre  | 862 000      | 9,9%      |
| 2023 | Diciembre  | 926 000      | 10,6%     |
| 2023 | Media      | 843 000      | 10,3%     |
| 2024 | Enero      | 922 000      | 10,5%     |
| 2024 | Febrero    | 928 000      | 11,0%     |
| 2024 | Marzo      | 869 000      | 10,6%     |
| 2024 | Abril      | 873 000      | 11,3%     |
| 2024 | Mayo       | 812 000      | 10,9%     |
| 2024 | Junio      | 757 000      | 9,8%      |
| 2024 | Julio      | 710 000      | 9,3%      |
| 2024 | Agosto     | 711 000      | 9,9%      |
| 2024 | Septiembre | 717 000      | 10,3%     |
| 2024 | Octubre    | 755 000      | 10,1%     |
| 2024 | Noviembre  | 798 000      | 9,8%      |
| 2024 | Diciembre  | 777 000      | 9,6%      |
| 2024 | Media      | 802 000      | 10,3%     |
| 2025 | Enero      | 750 000      | 8,9%      |
| 2025 | Febrero    | 726 000      | 9,1%      |
| 2025 | Marzo      | 793 000      | 9,3%      |
| 2025 | Abril      | 744 000      | 9,6%      |
| 2025 | Mayo       | 724 000      | 9,0%      |
| 2025 | Junio      | 732 000      | 8,9%      |
| 2025 | Julio      | 732 000      | 9,0%      |
| 2025 | Agosto     | 682 000*     | 8,7%*     |
| 2025 | Septiembre |              |           |
| 2025 | Media      |              |           |